# ميشيل دي وولف
ميشيل دي وولف ، من مواليد 19 يناير 1958 ، لاعب كرة قدم بلجيكي سابق.
لعب مع منتخب بلجيكا لكرة القدم.

## مسيرته الكروية
لعب ميشيل دي وولف خلال مسيرته الاحترافية مع 5 أندية في ثمانية عشر موسمًا وسجل خلالها 9 أهداف ضمن 540 مباراة. حيث فاز في موسمين بالكأس وفي ثلاثة مواسم بالدوري.
خاض ميشيل دي وولف مسيرته مع نادي ريسنغ وايت ديرنغ مولنبيك في موسم 1977–78 ليلعب معه ستة مواسم، مشاركًا في 175 مباراة سجل خلالها هدفًا واحدًا. ثم انتقل إلى نادي غينت في موسم 1983–84 ليلعب معه خمسة مواسم، حيث شارك في 150 مباراة سجل خلالها 3 أهداف. لينتقل بعدها إلى نادي كورتريك في موسم 1988–89 ولمدة موسمين، مشاركًا في 67 مباراة سجل خلالها هدفين. ثم انتقل إلى نادي رويال أندرلخت في موسم 1990–91 ليلعب معه أربعة مواسم، مشاركًا في 109 مباراة سجل خلالها 3 أهداف. هذا وانتقل لاحقًا إلى نادي أولمبيك مارسيليا في موسم 1994–95 لمدة موسم واحد، مشاركًا في 39 مباراة ولم يسجل أي هدف.

## روابط خارجية
- ميشيل دي وولف على موقع الاتحاد الدولي (مؤرشف)  (الإنجليزية)
- ميشيل دي وولف على موقع الاتحاد البلجيكي (الإنجليزية)
- ميشيل دي وولف على موقع قاعدة بيانات كرة القدم.إي يو (الإنجليزية)
- ميشيل دي وولف على موقع ناشيونال فوتبول تيمز (الإنجليزية)
- ميشيل دي وولف على موقع عالم كرة القدم.نت (الإنجليزية)